# Programme développemental de Denver
Le programme développemental de Denver (en anglais Early Start Denver Model) est une méthode de prise en charge de l'autisme précoce et de type développemental, créée et développée à Denver aux États-Unis, par Geraldine Dawson et Sally J. Rogers.
En mars 2012, la haute autorité de santé a recommandé ce programme développemental, en raison des évaluations scientifiques dont il a fait l'objet concernant son efficacité. 